# ラブトピア
『LOVETOPIA』（ラブトピア）は、2013年 - 2014年にBSフジで放送されたコメディドラマ。
主な登場人物は5体のラブドールであり、人間の出演者は「ニンゲン」という役柄の浜野謙太だけだった。1話の長さは約10分で、合計10話が放映された。

## 出演
- ニンゲン：浜野謙太
- のぞみ：小雪（声：後藤沙緒里）
- 千秋：アリス（声：後藤沙緒里）
- ゆり：絵梨花（声：土師亜文）
- リナ：杏奈（声：土師亜文）
- あつ子（シリコン丸）：雛（声：伊達朱里紗）
- その他　キララ・みづき・ゆい
  - 放送では主演：ラブドール　助演：ニンゲン　と表示され、ドール名は表示されていない。

ラブドールについては、オープニングに『ラブドール協力：早乙女トトロ』とあり、同氏の運営するラブドールレンタル店エロエロ天使からのレンタル品と思われる。ラブドールはヘッドからオリエント工業製の製品と思われる。ドールボディの製品名については公開されていないが、アンジェ・ナノ・ジュエルの他に、既に製造中止になったセパレート・ピュアなどを、場面場面で使い分けている。

## スタッフ
オープニングテロップの表記に基づき記載
- 演出プロデューサー：住田崇
- 脚本：オークラ
- 美術：ニイルセン、金子大悟
- 音楽：カンケ
- ナレーション：森千晃
- プロデューサー：脇聖人
- エグゼクティブプロデューサー：高瀬真尚
- カメラ：日名透、白石晋也
- 照明：香川和代
- 衣裳：佐藤和代
- かつら：小林弘美
- ラブドール協力：早乙女トトロ
- 編集：大西秀明、家村亜裕美
- MA：工藤雄生
- CG：斉藤良治
- 選曲：石田良則
- 写真提供：ゲッティイメージズ
- 制作協力：LOVE & POP
- 制作：田島優、植田智人、藤井敏嗣
- 製作著作：ZUNO ENTERTAINMENT（ズノー）
- テーマ曲：GENTLE FOREST JAZZ BAND「ラブトピアへようこそ♡」

## 放送
- 【第1話】ラブドールのぞみの日常
- 【第2話】ラブドールゆりの憂鬱
- 【第3話】ラブドールあつこの葛藤
- 【第4話】ラブドールあつこの葛藤(2)
- 【第4.5話】ラブドールのぞみの不運(TV未放送話、DVDのみ)
- 【第5話】ラブドールリナの純情
- 【第6話】ラブドールリナの憤慨
- 【第7話】ラブドールちあきの真実
- 【第8話】ラブドールリナとあつこの確執
- 【第9話】ラブドールのぞみの覚悟
- 【第10話】ラブドールのぞみの覚悟(2)
- 【最終話】ラブドールのぞみの幸せ(TV未放送話、DVDのみ)
- TV本放送：2013年12月27日、2014年1月10日、17日、24日、1月31日深夜28時30分 - 29時各回2話全5回放送　BSフジ
- TV再本放送：2014年2月7日、14日、21日、28日、3月7日深夜28時30分 - 29時各回2話全5回放送　BSフジ
- TV再々本放送：2014年3月14日、21日、28日、4月4日、11日深夜28時30分 - 29時各回2話全5回放送 BSフジ
- J:COM オン デマンド(ジュピターテレコム)　配信期間： 2014年2月5日 - 7月17日
- ビデオパス 現在配信中 配信終了日：未掲載
- ひかりTV 現在配信中 配信終了日：未掲載
- GYAO!配信終了日：2014年3月31日
- ニコニコ動画 現在配信中 配信終了日：未掲載
  - 第1話のみ無料配信中 2話 - 10話は有料

## イベント他
- ニコニコ生放送　特別番組『LOVETOPIA(ラブトピア) TV』2014年2月20日
  - 来場者数：40094人 コメント数：8001
  - 20：00 - 21：00『LOVETOPIA（ラブトピア）』一挙放送 第一部 第1話 - 第5話
  - 21：00 - 22：00 生放送 『LOVETOPIA TV』
    - 出演：住田崇、オークラ、浜野謙太、ニイルセン、カンケ
      - ニンゲン：浜野謙太
      - のぞみ：小雪（声：後藤沙緒里）
      - 千秋：アリス（声：後藤沙緒里）
      - ゆり：絵梨花（声：土師亜文）
      - リナ：杏奈（声：土師亜文）
      - あつ子（シリコン丸）：雛（声：伊達朱里紗）

  - 22：00 - 23：00　『LOVETOPIA（ラブトピア）』一挙放送 第二部　第6話 - 第10話
- DVD発売＆世界初“アイドール”『シリコン丸』デビュー記念イベント個室握手会
  - 2014年4月12日18時〜　ポニーキャニオン 本社
  - 来場者数：0

## ロケ地
ロケ地については一切公表されていない（生放送 『LOVETOPIA TV』の発言から）。
カフェ・ド・ラブ：のぞみの経営するカフェ。制作会社の近くのカフェバー。店名不明。
のぞみの家：千葉のホテル。ホテル名不明。
リナが軽トラックに引きずられる道：千葉県　この撮影でパトカー十数台が来る。
本収録ではないが、DVDパッケージ撮影。2013年12月27日、ホテル＆レジデンス六本木。

## 補足
＊主に特別番組『LOVETOPIA(ラブトピア) TV』などより引用
撮影は2013年6月頃から開始。当初は7月頃には終了の予定だったが、同年11月頃までに及ぶ。ドールの取り扱いが思いの外困難で合ったことも収録遅延の一要因であるが、収録と並行して、番組挿入アニメ・絵・漫画が作成されたが、その出来栄えが余りに良く、これではいけないと撮影した4話分くらいを全て撮影し直したことがある。ただし、多忙な浜野謙太の撮影スケジュールは3日間しか確保できず、その部分は撮り直しされていない。浜野謙太は、放送スケジュールが確定した時期に「おっ、夏に撮影してた番組の情報が今日出るかも…」ツイートしている。
ドールだけの場面では、特にセリフが交わされることもなく撮影が行われた。浜野謙太とのぞみの場面では、のぞみのセリフを男性の撮影スタッフが代わりにしゃべった。
全体のあらすじについては撮影開始時に決まっていたが、セリフが後で収録されるということもあって、セリフはギリギリまで練られた。また、ドールの役名が決定したのはアフレコ直前で、A子・B子・C子・D子・E子とされ、撮影が続けられていた。
主役であるのぞみはA子であるが、浜野謙太は撮影時、『えいこ』という役名だと思っていた。ドール達の名前であるが、オークラのお気に入り選抜芸能人　佐々木望、藤井リナ、蛯原友里、栗山千明、前田敦子がヒントになったとしている。
唯一の人間役者の浜野謙太の起用については、余りアダルト色を出さず、「子供が人形を抱いている様なイメージの役者」ということで小柄な浜野謙太を起用したとオークラは『LOVETOPIA(ラブトピア) TV』で話しているが、ウレロ☆未確認少女、ウレロ☆未完成少女、戦国鍋TV 〜なんとなく歴史が学べる映像〜他、婚前特急-結婚まであと117日、東京03の公演など、オークラの作品の主要な役処に配しているように、切り札的な配役であった。
ただし、「子供が人形を抱いているおゆなイメージ…」というようなアダルト色を濃くしたくないと言う意識は制作側にはあった。『LOVETOPIA(ラブトピア) TV』は来場者数4万人以上と言う多数の来場者数を集めたが、その時のサブタイトルは「ポロリもあるかも？？」だった。
今までにない設定（ラブドールが女優という設定、痛い子がアイドルになるという設定）のためか、『死に値します』など、今までに考えたこともないセリフが多くなり、自然発生的なセリフに面白くなってしまい、ラブドールがセリフをしゃべりだした様だとオークラは語っている。声優陣が今までになかったセリフをしゃべることも興味の一つになった。特に、後藤沙緒里の『ばかやろう』がかわいすぎるとネットで話題になった。
28時半放送開始という放送時間帯の問題か、 TV放送の反響は思いの外低かった模様。視聴率については公表されていないが、羽生結弦のソチオリンピック番組放送後の回は視聴率が高かった。
オークラは親交の深く当時新婚間もない東京03角田晃広に強引に6話分を見せる。しかしながら、角田晃広から番組の宣伝をした形跡はない。
ラブドールは「ラブドール協力：早乙女トトロ」とある早乙女トトロ運営のラブドールレンタル店（エロエロ天使）よりレンタルされている。場面場面で使い分けられているドールは10体程度であるが、一部のドールについては約5か月くらい事務所に同居していた。すっかり、普通の光景となってしまったドールのいる事務所であったが、今回のドラマに関係ない来客に際して、ふと我に帰って、ドールを隠すこともしばしばだった。
浜野謙太が制作の田島優のドール持ち帰り疑惑も生放送 『LOVETOPIA TV』で語っているが、撮影時期、田島は一般人との結婚前後だったので浜野のジョークと思われる。
『LOVETOPIA TV』での「どのラブドールが好みか？」という質問に際して、ニイルセンはリナとした。その理由として、（豊満なボディ、金髪が）お得感がある。住田崇は（ロリ体型の）あつ子とした。圧倒的に軽量で取り扱いが容易であることを理由にしている。撮影時の苦労をしのばれる発言である。
2014年4月12日にポニーキャニオン本社で行われた、DVD発売&世界初“アイドール”『シリコン丸』デビュー記念イベント個室握手会であるが、来場者数は0。ポニーキャニオンとしても集客ゼロのイベントは史上初であったが、集客ゼロということが逆に話題になった。
お気に入りの場面として、オークラはオール外ロケの4.5話を、住田崇は最終話を挙げている。両方の回ともDVD特典でしか見られないが、特典映像であるがゆえにあらすじに囚われず自由に撮影出来たことがその理由である。
『続編は?』という質問に際して「DVDの売上次第ですが、是非とも創りたいので、『LOVETOPIA TV』の視聴者に呼び掛けている。来場者数2万人の段階で、全員が購入してくれれば、2シーズン分の続編が可能」としている。
DVDジャケットについては、ニイルセンがフランス映画、特に巴里の屋根の下を意識したと語っている。写真、全体の色のトーンその他全般に渡る。例えば、「A TOO NOVEL NONSENSE COMEDY DRAMA BY LOVEDOLL！」とサブタイトルを記しているが、最初のAはエッフェル塔をイメージする。サンプルDVD、及び、DVDの宣伝ポスターが完成した直後、フランスのTV取材があった。フランスのTV制作会社CAPA TVが日本のラブドール業界に興味を持ち、製造メーカー、ラブドールをレンタルするラブドール風俗など取材、取材対象になったラブドールレンタル店のエロエロ天使が個人派遣向けの取材に応じるわけにもいかず、TV局向けの派遣という体裁の一環であった。スタッフ一同歓喜であった。オークラは生放送 『LOVETOPIA TV』で「ここにいるだけの人間くらいの極めて少人数で創ったTV番組にまさかフランスのTV取材はと」語っている。
CAPA TV側の感想としては、「DVDのジャケットデザインが良い。ジャケットの浜野謙太のキスがうまい」と褒められたと語っている。
収録の大半はのぞみの経営するカフェ、カフェ・ド・ラブで行われたが、ここには、唯一のニンゲン俳優の浜野謙太は登場していない。
本来なら、一番気を遣うはずの女優陣が食事に固執しないこともあり、ロケ弁は、カフェの隣の隣に位置するファミリーマートの弁当、若しくは、カフェから最寄りのなか卯の弁当になることが多かった。ただし、カフェは制作会社の事務所からも至近距離にあり、多くの撮影スタッフには普段の食事環境と同じであった。ラブトピアのロケ弁はたびたび余ることが多かった。余ったロケ弁であるが、普段の食事であるスタッフ陣は興味の対象にならず、ラブドールを迎えに来た早乙女トトロの胃袋に収まることが常であった。そのお返しというわけでもないが、「主役の小雪ちゃんからの差し入れです。お菓子は300円まで、バナナはドールに限ります」と言うオヤジギャクとともにバナナを差し入れたことも多かったが、バナナは必ずしもドール社の物でなかった。
女優陣であるラブドールのレンタル料金がドラマ終了までの総額契約であったこともあり、入り時間6時、出時間30時というように長時間のレンタルになった。また、長時間撮影にも愚痴一つ言わない女優陣ということもあり、収録時間も長くなる傾向があった。
収録を大別すると、のぞみが経営するという設定の制作会社の近くのカフェバー、のぞみの家の設定のホテル・砂浜等を撮影した千葉県へのロケ、その他都内を中心としたロケになる。カフェバーでの収録日以外は車での移動になるが、ロケバス代わりに近隣のニッポンレンタカーでレンタルした10人乗りの特別仕様のキャラバン・ハイエースが利用するのが常であった。機材の多い照明班は別の車両であったが、ほとんどの撮影スタッフと女優陣であるドールはこのレンタカーに便乗したが、ドールは最大8人くらいになるのこともあり、5〜6人の撮影スタッフと合わせると定員オーバーになることもしばしばだった。ニッポンレンタカーでは、出発、返却のいずれかまたはその両方が23：00〜4：59にかかる場合、深夜料金が発生する。さすがに、1000円程度の手数料をケチって収録時間が決まるわけではないが、深夜料金の発生しない時間、24時間レンタルという料金区分が一つの縛りとして存在した。
ラブトピアの特徴として「人間扱いされたドール達」「人間扱いされているとは思えない様な長い収録時間の撮影スタッフ」「でも、一番優先なのは延長料金が気になるレンタカー」という構図があった。
5人の主要ドールの中で、放送時点で販売が完了しているのがアリスになる。アリスはラブドールとしては初めて写真集（2001年Lover's　DNA）が発売されるなどオリエント工業を代表するドールである。コアなファン層を有するのもアリスである。それは撮影用のドールをレンタルしたエロエロ天使にとっても該当することであった。同店の客層としては、7割程度は既婚者であり、中には既婚であることでドール購入が出来ないというケースもあった。『既婚のお客様で、当店で何度か遊んでいるうちに、自分専用のドールが欲しくなってドールを購入して、当店でお預かりしているケースもありますよ。マイボトルみたいな感じに…　それがアリスちゃん…』と語るドール店主早乙女トトロの話が、アリスの演じる千明のキャラクター設定に影響を与えた。
TV用の動画撮影・各種宣伝用のスチール撮影は一眼レフデジタルカメラキヤノン EOS 5D Mark II、及び、Mark IIIが使用された。ラブトピアは16：9のフルHDになるが、EOS-5D Mark IIは2008年11月に発売されたEOSシリーズ初のフルHDの動画撮影機能を搭載したカメラである。
最近は一眼レフデジタルカメラでTV放送などの撮影をしているケースは珍しくないが、その先駆者的なカメラになる。Mark II、及び、Mark IIIを併用使用している理由としてはMark IIが使い慣れている。MARK IIIの性能も捨てがたいというのも一つであるが、今回の撮影はいかに、人形に人間のような質感を持たせるかというところになり、そのために2機種を使い分けた。（一眼レフデジタルカメラでの）TV収録にあたって一番注意する点は、カメラからCF カードを外す際、担当者に渡す際の静電によるデータ破壊防止対策になる。特にラブトピアは収録時間が長時間なので、プレッシャーは増す。カメラ教室の先生も兼業しているので、初歩的なミスは出来なかった。
少数スタッフでの製作した作品としたが、本収録より番組宣伝などではその傾向が顕著になっていた。一例を挙げると、〝かつら：小林弘美〟とスタッフに表記されているが、フランスTV局からの取材の際は、製作側唯一参加の女性スタッフで、メーク、スタイリスト、ヘアメイクを兼業している。さらに、ポニーキャニオンで行われたDVD発売＆世界初“アイドール”『シリコン丸』デビュー記念イベント個室握手会では、小林弘美も参加せず、事前にドールのメーク・ヘアセットを行った。ラブドールは頭部とBODY部が分割可能であるが、事前に頭部のみ小林弘美に託され、当日、BODYと連結された。ドール女優ならでの芸当である。シリコン丸（雛）は当該ドールレンタル店で一番人気のドールであったが、それゆえに当該ドールレンタル店には複数の雛ヘッドを有していた。小林の活躍に敬意を称してか、日刊サイゾー取材記事には〝ヘアメイク／小林弘美〟と唯一スタッフが記されている。

## 関連商品
DVD
2014年3月19日発売。販売元: ポニーキャニオン
- LOVETOPIA (ラブトピア)完全版 上巻
  - TV放送分1 - 5話と未放送分の4.5話

- LOVETOPIA (ラブトピア)完全版 下巻 
  - TV放送分6 - 10話と未放送分最終話